# Farao, Raseborg
För andra betydelser, se Farao (olika betydelser).
Farao är en ö i Finland.   Den ligger i kommunen Raseborg i den ekonomiska regionen  Raseborg  och landskapet Nyland, i den södra delen av landet, 110 km väster om huvudstaden Helsingfors.